# João Gomes Cravinho
 (novembre 2018).
Si vous disposez d'ouvrages ou d'articles de référence ou si vous connaissez des sites web de qualité traitant du thème abordé ici, merci de compléter l'article en donnant les références utiles à sa vérifiabilité et en les liant à la section « Notes et références ».
João Titterington Gomes Cravinho, né le 16 juin 1964 à Coimbra[réf. nécessaire], est un diplomate et homme d'État portugais. Il est ministre des affaires étrangères de 2022 à 2024.